# William Riker
William Thomas Riker je fiktivní postava v televizních sci-fi seriálech Star Trek: Nová generace, Star Trek: Vesmírná loď Voyager, Star Trek: Enterprise, Star Trek: Picard a Star Trek: Lower Decks. A objevil se i ve s nimi souvisejících filmech Star Trek: Generace, Star Trek: První kontakt, Star Trek: Vzpoura a Star Trek: Nemesis. 
William Riker byl důstojník Hvězdné flotily, známý svým dlouhým působením na pozici prvního důstojníka pod velením kapitána Jeana-Luca Picarda na lodi USS Enterprise-D a později USS Enterprise-E. Narodil se na Aljašce. V roce 2379 nakonec přijal nabídku povýšení na kapitána a dostal vlastní loď, USS Titan.
V roce 2361 došlo k nehodě transportéru, při které vznikl geneticky identický dvojník se vzpomínkami a osobností shodnými až do okamžiku nehody. Dvojník přijal jméno Thomas Riker.